# Murray Barr
Murray Barr tên đầy đủ là Muray Llewellyn Barr (20.6.1908 – 4.5.1995) là một thầy thuốc và nhà nghiên cứu Y học người Canada đã phát hiện – cùng với sinh viên đã tốt nghiệp Ewart George Bertram - một cấu trúc tế bào quan trọng: "tiểu thể Barr" vào năm 1948. Phát hiện này đã dẫn tới phương pháp khoa học đầu tiên để xác định giới tính (ví dụ việc gian lận giới tính trong thi đấu thể thao).

## Tiểu sử
Ông sinh tại Belmont, Ontario, học ở Đại học miền Tây Ontario (University of Western Ontario), và đậu bằng cử nhân năm 1930, bằng bác sĩ y khoa năm 1933, bằng thạc sĩ khoa học năm 1938.

## Giải thưởng
- 1968: Huân chương Canada (Order of Canada) hạng Officer
- 1959: Huy chương Flavelle của Royal Society of Canada[3]
- 1962: giải Quỹ Joseph P. Kennedy Jr. cho các đóng góp vào sự hiểu biết nguyên nhân của sự chậm phát triển tâm thần.
- 1963: giải quốc tế Quỹ Gairdner
- 1972: Hội viên của Royal Society London[4]
- 1998: được đưa vào Canadian Medical Hall of Fame[5](truy tặng).

Ngoài ra, ông cũng được đề cử cho Giải Nobel Sinh lý và Y khoa.